# Conservatoire à rayonnement régional de Paris

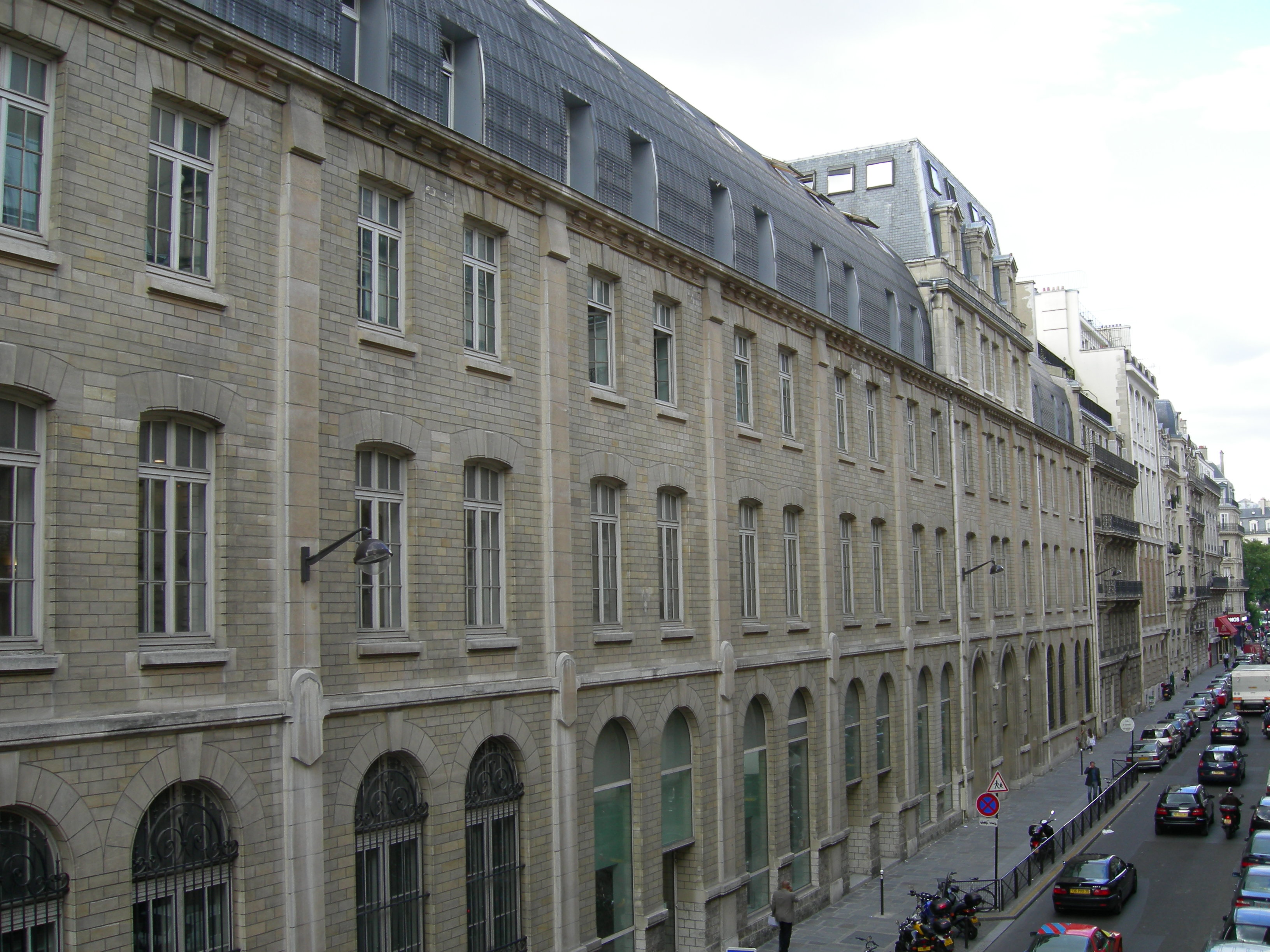
Gebäude des Conservatoires in der Rue de Madrid

Das Conservatoire à rayonnement régional de Paris ist ein städtisches Konservatorium.
Es wurde 1978 als Conservatoire national de région gegründet. Jacques Taddei übernahm 1987 die Leitung. 2005 wurde die Schule als Conservatoire à rayonnement régional unter der Leitung von Xavier Dellette neu formiert.
Die Musikschule hat heute 1700 Musikschüler, davon 1500 in musikalischen Fächern. Es werden die Abschlüsse certificat d’études musicales,  certificat d’études théâtrales und certificat d’études chorégraphiques vergeben.

## Dozenten
- Odile Pierre (1932–2020), französische Organistin, Komponistin und Musikpädagogin
- Guy Touvron (1950–2024), französischer Trompeter und Hochschullehrer

## Schüler
- Kristiaan Seynhave (* 1965), belgischer Organist